# Tipula (Mediotipula) fulvogrisea
Tipula (Mediotipula) fulvogrisea is een tweevleugelige uit de familie langpootmuggen (Tipulidae). De soort komt voor in het Palearctisch gebied.